# Брадат карамфил
Брадатият карамфил (Dianthus barbatus) е вид двугодишно растение от семейство Карамфилови (Caryophyllaceae). Произхожда от умерените ширини на Европа и Азия - от планинските райони на Южна Европа, Пиренеите, Карпатите, Балканския полуостров, южните части на Русия до Китай и Корея. От 16 век е пренесено в Северна Европа, а по-късно и в Северна Америка.
Има високи между 30 и 75 cm стъбла, дълги, остри, зелени или синьо-зелени листа и по-скоро дребни цветове, обикновено в комбинация от розово и червено или бяло и пурпурно.
Отглежда се като декоративно цвете за бордюри, алпинеуми, в цветни лехи или в саксии.